# Нуклеозом
Нуклеозом је комплекс ДНК и хистона и представља структурну јединицу хроматина која се понавља. Прве електронске микрографије, добијене 1974. год, показале су хроматин обрађен ензимима као низ перли на танкој нити. Танка нит одговара дволанчаној ДНК, а перле су нуклеозоми пречника 11 nm.
Састоји од:
- хистонског октамера, који формира језгро
- ДНК, која је намотана око октамера скоро 2 пута (тачније 1,8 пута); њена дужина је око 200 bp.

Октамер се састоји од 8 молекула хистона, по два молекула хистона:
- Х2А,
- Х2Б,
- Х3 и
- Х4.

Хистон Х1 је везан за ДНК на месту где она улази и напушта нуклеозом. Између нуклеозома је тзв. везујућа(линкер) ДНК чија дужина најчешће износи око 55 bp, мада може да варира зависно од биолошке врсте у распону од 8-114 bp. 

## Соленоидне структуре
Образовањем нуклеозома, односно, намотавањем ДНК око 2 пута око октамера, укупна дужина ДНК се смањује око 7 пута што још увек није довољно да би се она могла сместити у једро. Даља спирализација ДНК представља образовање тзв. соленоидних структура. Оне се састоје од густо упакованих нуклеозома тако да се добијају хроматинске нити дебљине 30 nm. Како се нуклеозоми пречника 11 nm упакују у нити дебљине 30 nm није потпуно разјашњено. Процене су да је ДНК образовањем соленоидних структура компактнија 10-20 пута у односу на нуклеозоме.
За образовање соленоидних структура заслужан је хистон Х1 који се састоји од око 220 амино киселина. Састоји се од:
- централног глобуларног дела (тела) који се везује за одређено место на нуклеозому (за сваки нуклеозом везан је по један молекул Х1);
- продужетака који су у контакту са везном ДНК и пружају се до наредног нуклеозома где се везују за централни део следећег хистона Х1.

Ни овај ниво паковања није довољан да се ДНК смести у једро већ је неопходно да се њена дужина привидно смањи око 10 000 пута. То условљава још неколико нивоа савијања тзв. суперспирализације ДНК.